# Hardturm (Stadion)
Das  Hardturm-Stadion (umgangssprachlich Der Hardturm)  war ein Fussballstadion der Schweizer Stadt Zürich. Es war die Heimspielstätte des  Fussballclubs Grasshopper Club Zürich, einer der Austragungsorte der Fussball-Weltmeisterschaft 1954 und Spielort der Feldhandball-Weltmeisterschaft der Männer 1952.
Das Hardturm-Stadion wurde 1929 eröffnet. Die Anlage wurde 2008 abgerissen. Bis heute hat das Zürcher Stimmvolk vier Mal über einen möglichen Neubau abgestimmt; ein Baubeginn ist bisher nicht erfolgt.  

## Lage und heutige Nutzung
Den Namen haben das Stadion und das umliegende Gebiet vom nahegelegenen, historischen Hardturm. Das Stadionareal liegt im Industriequartier zwischen Limmat und den Eisenbahngleisen der Bahnstrecke Zürich–Baden. Es ist umgeben von zwei Hauptverkehrsachsen, die sich wenig westlich am Autobahnende Zürich-Hardturm der 1971 eröffneten N1 vereinen: der Hardturmstrasse im Norden und der Pfingstweidstrasse im Süden.
Auf der Hardturmstrasse verkehren die Tramlinien 8 und 17, im Süden die Linie 4 (Tram Zürich West).
Nach dem Abbruch ist die «Stadionbrache» entstanden, ein vielfältig genutzter Freiraum.

## Geschichte
Bei der Eröffnung 1929 hatte das Stadion eine Kapazität von 27'500 Zuschauern. In der Nacht vom 16. auf den 17. April 1934, einige Stunden nach einem Spiel gegen West Ham United, brannte die Haupttribüne komplett nieder. Die genaue Brandursache konnte nie geklärt werden. Der Industrielle und mehrmalige Präsident sowie spätere Ehrenpräsident des Grasshopper Club Zürich, Walter Schoeller, erwarb daraufhin das Stadion und stiftete es unentgeltlich dem GCZ zurück, damit dieser sowohl den Neuaufbau der Haupttribüne, den Neubau der Treml-Tribüne auf der Westseite als auch die laufenden Kosten begleichen konnte.
Am 11. April 1956 kam es zum ersten Fussballspiel mit Flutlicht auf Schweizer Boden (Schweiz gegen Brasilien). 1968 brannte die Haupttribüne erneut ab. Jetzt baute man eine komfortable Gegentribüne (Süd), sowie eine letzte neue Tribüne (Ost). Zum 100-Jahr-Jubiläum des Grasshopper Club Zürich 1986 waren beide fertiggestellt. Das Stadion fasste nun 18'000 Zuschauer.
1998 wurde eine neue Westtribüne errichtet. Die letzte Modernisierung sollte ein Neubau der Haupt- und Treml-Tribüne sein, welche aber nie realisiert wurde. Die Kapazität betrug zuletzt nach neuesten UEFA-Richtlinien 17'666 Zuschauer (davon 16'066 Sitzplätze).
Während des Neubaus des Letzigrund von 2006 bis 2007 trug der FC Zürich seine Heimspiele im Hardturm aus.
Am 1. September 2007 fand das letzte Spiel im Hardturm statt. Aufgrund des schlechten baulichen Zustands kam ein Weiterbetrieb nicht mehr in Betracht, obwohl sich bereits grosse Verzögerung beim geplanten Neubau abzeichneten. Im letzten Spiel gegen Neuchâtel Xamax verlor der Grasshopper Club Zürich mit 1:2, wobei die Heimmannschaft durch Raúl Bobadilla in der 91. Spielminute das allerletzte Tor in der Geschichte des Stadions schoss.
Anfang Dezember 2008 wurde mit dem Abriss des Stadions begonnen.

## Neubau
2003 gab die Stadion-Betreiberin Stadion Zürich AG, eine Tochtergesellschaft der Credit Suisse, bekannt, dass sie ihr Stadion im Hardturm durch das aus dem durchgeführten Wettbewerb hervorgegangene Projekt ersetzen wolle. Dieses sah für den Neubau mit 30'700 Sitzplätzen eine Mantelnutzung vor, die eine Shopping-Mall mit Gastronomie, ein Konferenzhotel, einen Bereich mit Fitness- und Gesundheitsangeboten sowie ein Bürohochhaus umfassen würde. Geplant war, dass das Stadion Austragungsort für die Spiele der Fussball-Europameisterschaft 2008 werden sollte. Am Neubau hätte sich die Stadt Zürich durch den Verkauf von 16'311 m² Land und durch ein Darlehen beteiligen sollen. Der Kredit in der Höhe von 47,667 Millionen Franken für die Beteiligung an der Stadion Zürich AG beziehungsweise für die Erstellung der Infrastruktur des Fussballstadions wurde in einer städtischen Volksabstimmung im September 2003 gutgeheissen. Gegen den geplanten Neubau mit Mantelnutzung wurde von Anwohnern und Umweltgruppierungen Einspruch erhoben. Daraus entwickelte sich ein langjähriger Rechtsstreit, der das Projekt de facto zum Erliegen gebracht hat.
Die drei in der Stadt Zürich ausgetragenen Spiele der Euro 2008 fanden schliesslich im in der Zwischenzeit neugebauten und zu diesem Zweck ausgebauten Leichtathletikstadion Letzigrund statt. Dieses dient zudem auch als provisorisches Heimstadion für die beiden Stadtzürcher Fussballclubs FCZ und Grasshopper Club Zürich.
An einer Pressekonferenz am 4. Juni 2009 wurde bekannt gegeben, dass sich die Credit Suisse vom Projekt zurückziehen werde. Anstelle des bisherigen Projekts sollte die Stadt Zürich ein kleineres, reines Fussballstadion mit etwa 20'000 Plätzen bauen, die Credit Suisse gleich daneben zwei bis drei Hochhäuser für Büro- und Wohnnutzungen. Im Februar 2010 hatte die Stadt von der Credit Suisse das ganze Grundstück gekauft und im Juli 2010 das neue Projekt vorgestellt: ein reines Fussballstadion mit 16'000 Plätzen, einem Restaurant, einer Bar und 14 Logen. Neben dem Stadion wollte die Stadt 160 Wohnungen erstellen. In einer am 22. September 2013 durchgeführten Volksabstimmung fand das Wohnprojekt zwar eine Mehrheit, das Stadion der Architekten Burkard Meyer aus Baden hingegen wurde von den Stimmbürgern knapp abgelehnt. Die Eröffnung des Stadions wäre zu Beginn der Saison 2017/18 geplant gewesen.
2015 führte die Stadt Zürich einen Investorenwettbewerb durch mit dem Ziel, ein Stadion und Wohnungen zu realisieren.
Am 25. November 2018 bewilligte das Zürcher Stimmvolk in der dritten Abstimmung zum Thema die Gewährung von Baurechten zu einem reduzierten Zins, Kredite über etwas mehr als 50 Millionen Franken und die Übertragung von zwei Grundstücken ins Verwaltungsvermögen. Der Plan sieht nebst 174 gemeinnützigen Wohnungen und zwei Hochhäusern mit 570 Wohnungen auf dem Gelände auch den Bau eines neuen Stadion vor, das im Jahr 2022 hätte eröffnet werden können. Es handelt sich um ein reines Fussballstadion mit Platz für rund 18'000 Zuschauer, das von den Grasshoppers und dem FC Zürich für alle Heimspiele genutzt werden soll. Zudem sollten auf dem Gelände eine Wohnsiedlung und zwei Hochhäuser mit Wohnungen und Geschäftsräumen entstehen. Umgesetzt werden soll die Arealbebauung von der HRS Investment AG, der Anlagestiftung der Credit Suisse und der Allgemeinen Baugenossenschaft Zürich, die zusammen mit mehreren Architekturbüros das gemeinsame Projekt «Ensemble» eingereicht hat. Gegen das Bauprojekt wurden daraufhin nochmals Rekurse erhoben, wobei sich deshalb eine mögliche Fertigstellung des Stadions gemäss Medienberichten bis 2028 verzögern könne. Nachdem die erforderliche Mehrheit an Unterschriften für ein Referendum beisammen gekommen war, kam es am 27. September 2020 zu einer erneuten Abstimmung über den Gestaltungsplan für das Areal, in der das Projekt von den Stimmbürgern erneut bestätigt wurde. Jedoch können noch weitere Rekurse gegen die ausstehende Baubewilligung erhoben werden.
Aufgrund der im März 2023 bekanntgegebenen Übernahme der Credit Suisse durch die UBS ist noch unklar, wie das zukünftige Stadion dereinst heissen soll.
Im August 2023 wies das Baurekursgericht des Kantons Zürich zwei Rekurse gegen den Privaten Gestaltungsplan "Areal Hardturm - Stadion" ab. Beide Rekurse wurden daraufhin fristgerecht an das Verwaltungsgericht des Kantons Zürich weitergezogen. «Es ist sehr bedauerlich, dass die anonym operierenden Rekurrenten trotz öffentlichen Aufrufen weiterhin keine Bereitschaft zeigen, die deutliche Zustimmung der Zürcher Stimmbevölkerung endlich zu akzeptieren und einzulenken», teilte das Projektteam mit.
Mit Stand März 2024 sind beide Beschwerden immer noch vor dem Verwaltungsgericht des Kantons Zürich hängig. Gemäss Recherchen von tsüri.ch sind Reiche und Prominente aus Höngg die Strippenzieher.